# E-40
Pour les articles homonymes, voir E40.
E-40, de son vrai nom Earl Stevens (né le 15 novembre 1967 à Vallejo, en Californie), est un rappeur, acteur et entrepreneur américain. Il est l'un des membres fondateurs du groupe de hip-hop The Click, et fondateur du label Sick Wid It Records. Il compte 22 albums publiés en date, et participe à des bandes originales de films et en tant que featuring sur d'autres albums.
D'abord artiste underground, son album solo In a Major Way, publié en 1995, l'amène à se populariser auprès du public. En 1998, il commence à collaborer avec des rappeurs grand public hors de la Baie de San Francisco. Il se popularise encore plus en 2006 avec son single Tell Me When to Go produit par Lil Jon. Son timbre de voix particulier et la rapidité avec laquelle il délivre ses paroles en ont fait un collaborateur privilégié pour beaucoup de stars du hip-hop.

## Biographie

### 1990–1999
E-40 fait ses débuts dans le rap en 1990, avec l'EP Let's Side en tant que membre du groupe The Click. L'EP est coproduit par Mike Mosley et Al Eaton et est publié par Sick Wid It Records, un label indépendant fondé par E-40. 
Le « 40 » d'E-40 est choisi par Earl en référence aux « 40s » (bouteille de bière d'une contenance de 40 onces (un peu plus d'un litre) vendue aux États-Unis). Le « E » est tout simplement l'initiale de son prénom, Earl. C'est sa mère qui lui a donné cette idée[réf. nécessaire]. En 1992, il publie son deuxième album, Down and Dirty. Federal, un album de 14 titres produit par Studio Ton et publié par Sick Wid' It Records en association avec SMG (Solar Music Group), un distributeur régional. Après un spectacle pour jeunes talents à l'Université de Grambling State, E-40 et son cousin B-Legit décident de se lancer dans une carrière de rappeurs. Ils reviennent à Vallejo, leur ville d'origine, et font équipe avec D-Shot, le frère d'E-40, pour créer le groupe Most Valuable Players. L'oncle d'E-40, chanteur de gospel, les aide à sortir leur premier album. La sœur d'E-40, Suga T, rejoint à son tour le groupe pour former The Click,.
Le 14 mars 1995, E-40 connaît le succès en solo avec la publication de son premier album, In a Major Way,. L'album, où sont invités des grands noms du rap comme 2Pac ou Mac Mall, se classe 2e du Top R&B/Hip-Hop Albums et 13e du Billboard 200.

### Années 2000 et 2010
En 2003, E-40 commence à présenter E-Feezy Radio, une émission diffusée sur la radio locale KMEL représentant du hip-hop de la Baie de San Francisco. Son émission se concentre essentiellement sur les jeunes talents locaux et sur des interviews avec divers célébrités, ainsi que sur un segment intitulé Moovi Week où E-40 passe en revue les sorties cinéma de la semaine. KMEL diffuse régulièrement le programme jusqu'en 2008. Après avoir conclu un accord avec Jive Records, il signe au label BME Recordings, maison de production dirigée par Lil Jon, ainsi que chez Warner Bros.. Son single Tell Me When to Go, en featuring avec Keak Da Sneak, se popularise hors des États-Unis, et E-40 fait une apparition sur Direct Effect (émission diffusée sur MTV), ainsi que sur 106 and Park de BET. Une émission spéciale, toujours sur MTV, My Block: The Bay, fait la promotion d'E-40 ainsi que du mouvement Hyphy, danse et musique hip-hop typique de la région de la Baie de San Francisco. Plus tard, il publie U and Dat en avril 2006, featuring T-Pain et Kandi, produit par Lil' Jon. Son album My Ghetto Report Card, est classé premier dès les premiers jours de sa sortie au Top R&B/Hip-Hop Albums, et troisième au Billboard Hot 100 le 14 mars 2006. Sorti chez Sick Wid It/BME/Warner Bros Records, l'album est produit par Lil' Jon, Rick Rock, et le fils d'E-40, Droop-E.
Il apparaît aussi sur le dernier album de DJ Shadow, The Outsider, sur une piste intitulée Dat's My Part. En 2006, il fait aussi une apparition sur l'album Everready: The Religion de Tech N9ne, sur la chanson Jellysickle. La même année, il contribue à un couplet du remix officiel du titre It's Okay (One Blood) de son confrère rappeur de la West Coast, The Game, avec 24 autres MCs majeurs tels Slim Thug, Jim Jones, Jadakiss, Nas, Snoop Dogg, Fat Joe, Twista et Ja Rule parmi bien d'autres. En 2007, il apparaît en guest star au côté de Wilmer Valderrama dans la seconde saison de Yo Momma, une émission diffusée sur MTV. En novembre 2008, il publie son album The Ball Street Journal. Got Rich Twice en featuring avec Turf Talk suit. L'album atteint la 42e du Billboard 200.
Le 30 mars 2010, E-40 publie deux albums appelés Revenue Retrievin': Day Shift et Revenue Retrievin': Night Shift. Ces deux albums font participer Too $hort, Snoop Dogg, Gucci Mane, et Bobby V, notamment. Le 29 mars 2011, E-40 publie deux albums intitulés Revenue Retrievin': Overtime Shift et Revenue Retrievin': Graveyard Shift qui font notamment participer Lil Jon, Bun B, Slim Thug, et Tech N9ne. En novembre 2010, E-40 et Too Short annoncent deux futurs albums collaboratifs en été 2012 intitulés History: Mob Music et History: Function Music. E-40 joue également au Gathering of the Juggalos de 2010.

### Depuis 2011
En 2012, E-40 publie trois albums solo : la série The Block Brochure: Welcome to the Soil, et annonce un album collaboratif avec Too Short. Le premier single du deuxième opus des Block Brochure s'intitule Function en featuring avec YG, Iamsu! et Problem. Il atteint la 12e place des Bubbling Under Hot 100 Singles, 62e aux Hot R&B/Hip-Hop Songs, et 22e aux Rap Songs. Les volets incluent Snoop Dogg, Too Short, Kendrick Lamar, Juicy J, Tech N9ne, Twista, Brotha Lynch, Andre Nickatina, 2 Chainz, et T-Pain. Trois nouvelles éditions de la série The Block Brochure sont annoncées un an après la publication des trois premiers volets. Cependant, aucune date de sortie n'est prévue, mais la couverture et le coffret sont publiés le 12 juin. Le 21 mai, il publie le premier single extrait des trois albums, Ripped avec Lil Jon. Le 18 juillet 2012, il publie son deuxième single All My Niggaz en featuring avec Danny Brown et Schoolboy Q. Le titre est publié sur iTunes le 20 août 2013. Le 26 août, la vidéo du titre Off the Block avec Stressmatic et J. Banks est publiée et confirmée pour l'album.
Le 9 décembre 2014, E-40 publie Sharp On All 4 Corners: Corner 1 et Sharp On All 4 Corners: Corner 2. Le single Choices (Yup) est classé 125e au Billboard 200, et 43e des RnB/hip-hop en été 2015.

## Carrière d'entrepreneur
En plus de la vente de ses albums, E-40 est à la tête de diverses affaires. En collaboration avec l'ancien joueur de NFL, Chester McGlockton, E-40 ouvre une franchise Fatburger à Pleasant Hill qui, depuis, a fermé ses portes. Il investit dans Microsoft, mais précise qu'il aurait mieux fait d'investir dans Apple.
E-40 signe également un livre, E-40's Book of Slang, publié chez Warner Books. Il est aussi à la tête de sa propre marque d'alcool, Cloud 9, ainsi qu'une boîte de nuit située à San José, l'Ambassador's Lounge, récemment fermé. À la fin de 2007, E-40 annonce une nouvelle boisson énergisante appelée 40 Water. En décembre 2014, il publie une marque de cocktails appelée Sluricane Hurricane, inspirée par la chanson Hurricane de son groupe The Click.

## Discographie

### Albums studio
- 1993 : Federal
- 1995 : In a Major Way
- 1996 : Tha Hall of Game
- 1998 : The Element of Surprise
- 1999 : Charlie Hustle: The Blueprint of a Self Made Millionaire
- 2000 : Loyalty and Betrayal
- 2002 : The Ballatician: Grit and Grind
- 2003 : Breakin News
- 2006 : My Ghetto Report Card
- 2008 : The Ball Street Journal
- 2010 : Revenue Retrievin': Day Shift
- 2010 : Revenue Retrievin': Night Shift
- 2011 : Revenue Retrievin': Overtime Shift
- 2011 : Revenue Retrievin': Graveyard Shift
- 2012 : The Block Brochure: Welcome to the Soil 1
- 2012 : The Block Brochure: Welcome to the Soil 2
- 2012 : The Block Brochure: Welcome to the Soil 3
- 2013 : The Block Brochure: Welcome to the Soil 4
- 2013 : The Block Brochure: Welcome to the Soil 5
- 2013 : The Block Brochure: Welcome to the Soil 6
- 2014 : Sharp On All 4 Corners: Corner 1
- 2014 : Sharp On All 4 Corners: Corner 2
- 2022 : Snoop Cube 40 $hort (avec Mount Westmore)

### Extended plays
- 1991 : Mister Flamboyant
- 1994 : The Mail Man

### Compilations
- 2004 : The Best of E-40: Yesterday, Today, and Tomorrow

### Singles
- 1994 : The Mailman (featuring The Click)
- 1994 : Captain Save a Hoe
- 1995 : Sprinkle Me (featuring Suga T)
- 1995 : 1-Luv (featuring Leviti)
- 1997 : Things'll Never Change/Rapper's Ball (featuring Too $hort)
- 2000 : Nah, Nah...(featuring Nate Dogg)
- 2002 : Rep Yo City (featuring Lil Jon, Petey Pablo, Bun B et Eightball)
- 2002 : Automatic (featuring Kokane et Fabolous)
- 2003 : One Night Stand
- 2003 : Quarterbackin' (featuring Clipse)
- 2006 : Tell Me When to Go (featuring Keak Da Sneak)
- 2006 : U and Dat (featuring T-Pain et Kandi Girl)
- 2006 : White Gurl (featuring Juelz Santana et UGK)
- 2005 : Hustle (Remix) (MURS featuring E-40, Chingo Bling et John Cena)
- 2006 : Snap Yo Fingers (Lil' Jon featuring E-40 et Sean Paul des Youngbloodz)
- 2006 : Candy (Drippin' Like Water) (Snoop Dogg featuring E-40, MC Eiht, Goldie Loc, Daz Dillinger et Kurupt)
- 2006 : Oh Yeah (Work) (Lil' Scrappy featuring E-40 et Sean Paul des Youngbloodz)
- 2006 : I Got Chips (Turf Talk featuring E-40)
- 2007 : A Bay Bay (Remix) (Hurricane Chris featuring The Game, Lil Boosie, E-40, Birdman et Jadakiss)
- 2007 : Krispy (Remix) (Kinfolk Kia Shine featuring Swizz Beatz, Jim Jones, Slim Thug, E-40, Young Buck, Remy Ma, et LL Cool J)
- 2007 : Caprice Muzik (Remix) (Tum Tum featuring Rick Ross et E-40)
- 2007 : Go Hard Or Go Home (E-40 featuring The Federation)
- 2009 : Booty-Call (featuring Brokencyde)
- 2014 : Choices (Yup)

## Filmographie
- 1999 : The Breaks
- 2000 : 3 Strikes
- 2000 : Obstacles
- 2003 : Malibooty
- 2004 : Hair Show
- 2004 : Survival of the Illest
- 2007 : Dead Heist